# Phyllonemus typus
Phyllonemus typus é uma espécie de peixe da família Claroteidae.
É endêmica do Lago Tanganica, na fronteira entre a República Democrática do Congo, a Tanzânia, Burundi e a Zâmbia.